# Клуб городов-триллионников

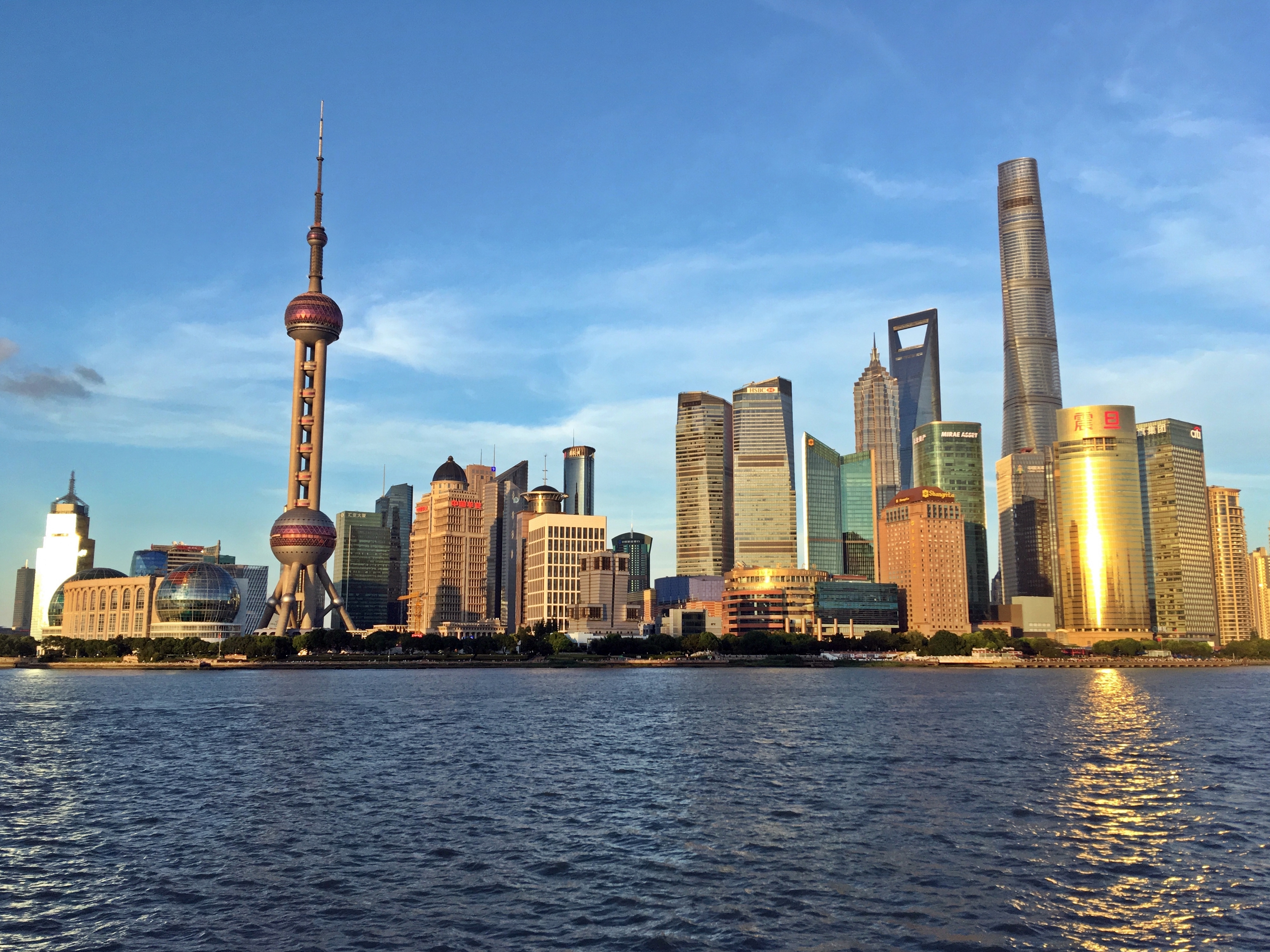
Шанхай занимает первое место среди городов-триллионников

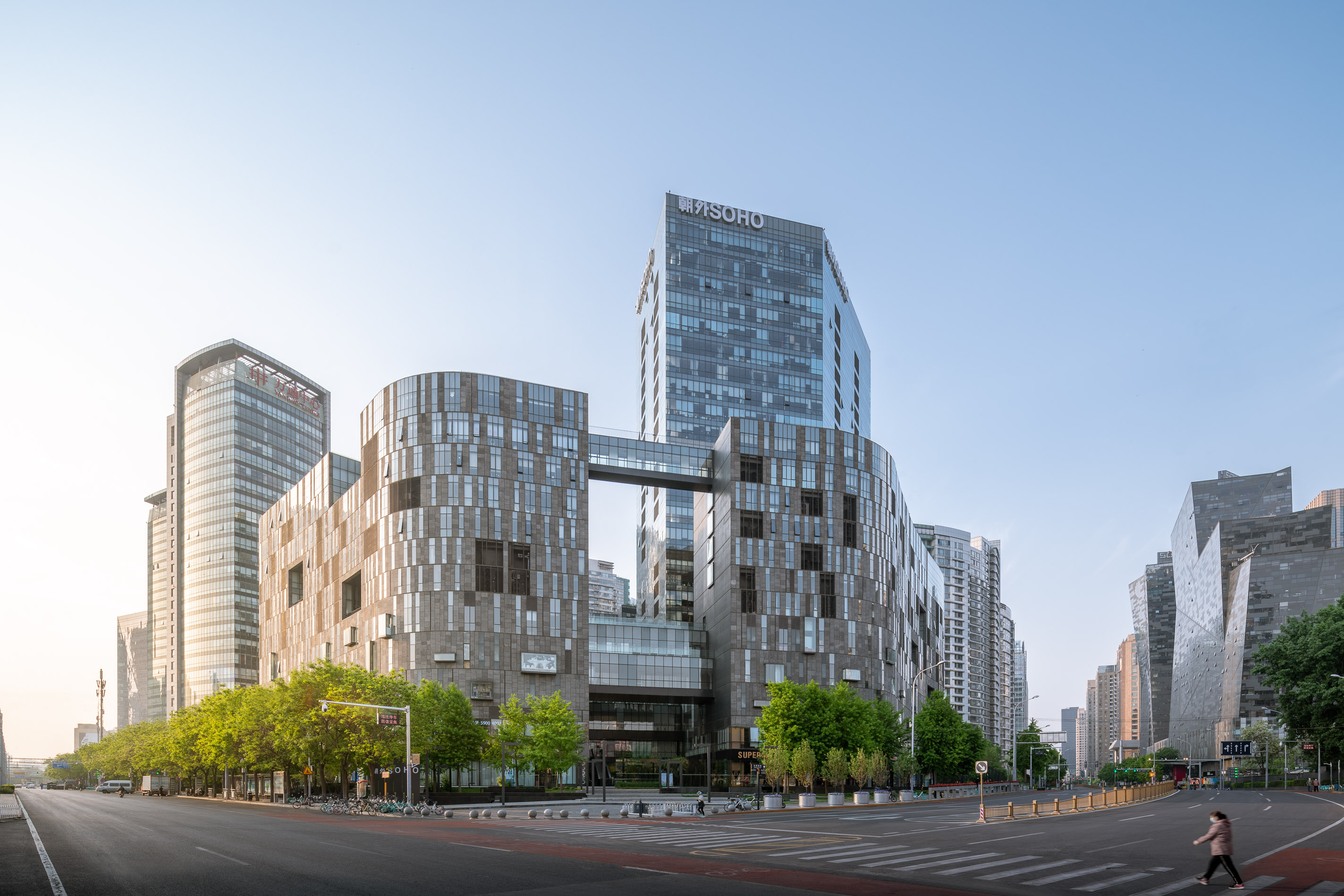
Пекин занимает второе место среди городов-триллионников

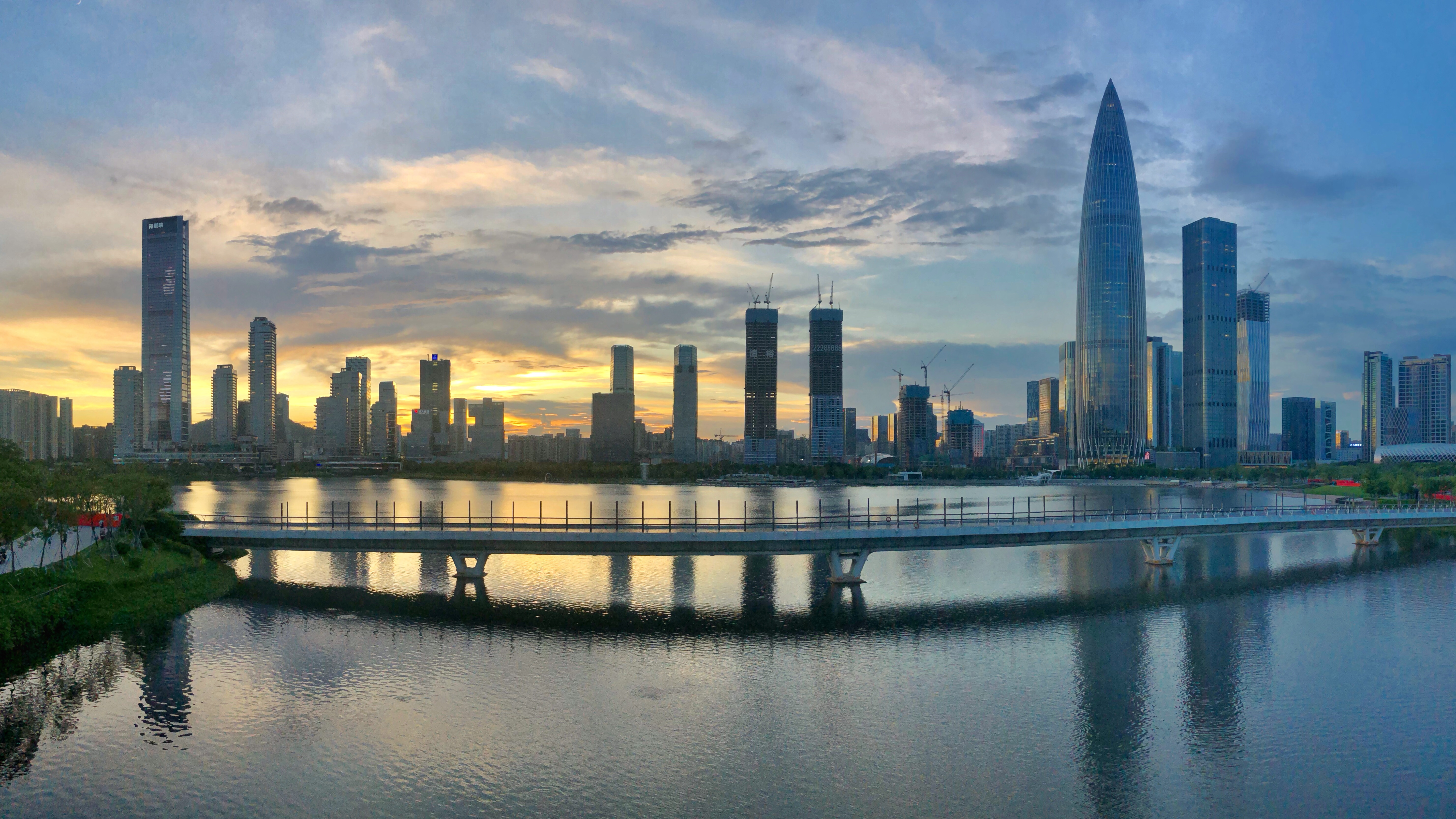
Шэньчжэнь замыкает тройку крупнейших городов-триллионников

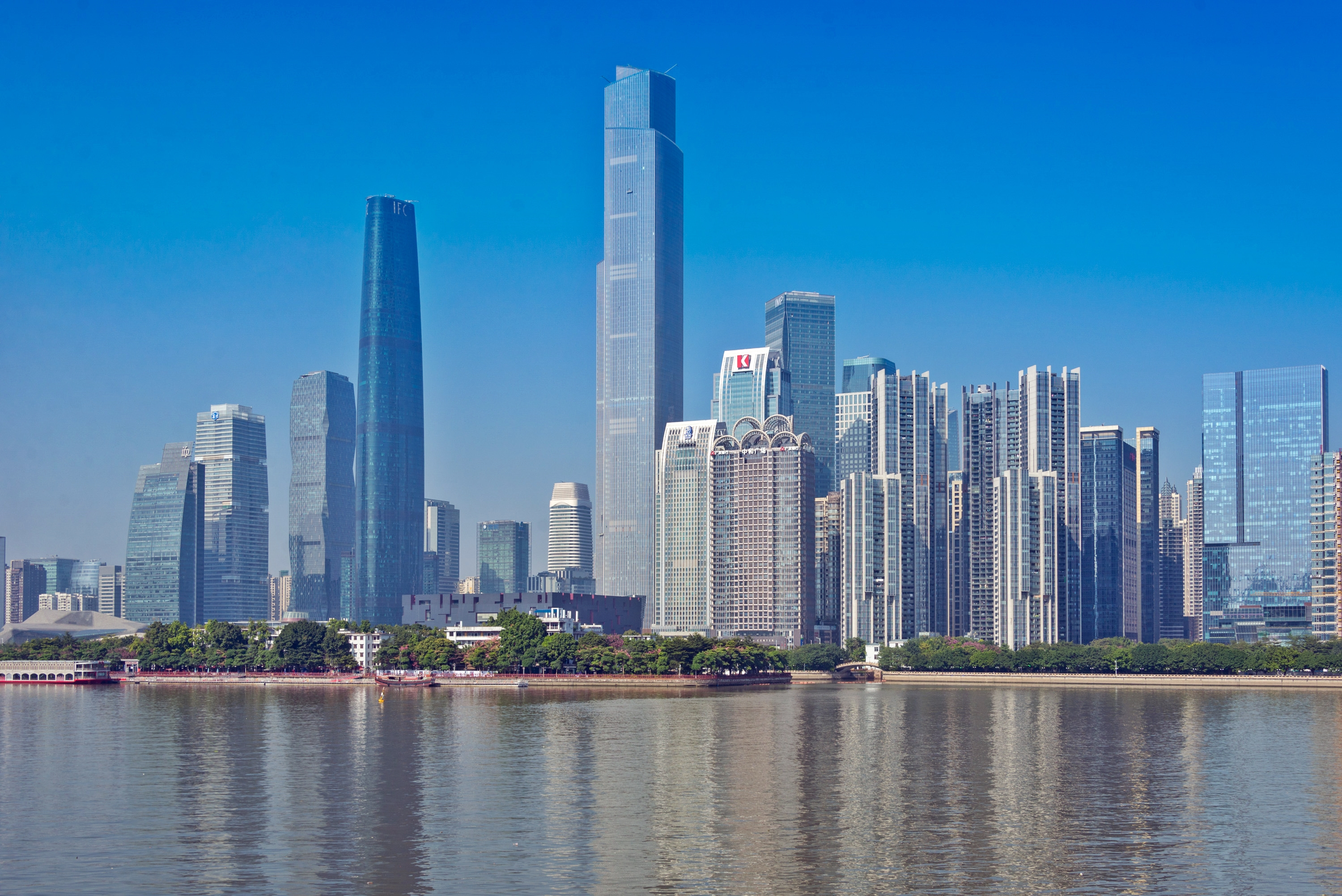
Гуанчжоу занимает четвёртое место среди городов-триллионников

В Клуб городов-триллионников (англ. 1 trillion yuan GDP club) входят города центрального подчинения, города субпровинциального значения и городские округа материкового Китая (без учёта Гонконга, Макао и городов Тайваня), валовой внутренний продукт (или валовой региональный продукт) которых превышает 1 триллион юаней. По состоянию на 2019 год таких городов насчитывалось 17, в 2020 году их число выросло сразу до 23, а в 2021 году достигло 24.
Фактически города-триллионники являются главными экономическими центрами КНР, именно в них направляется основной поток прямых иностранных инвестиций и частных китайских инвестиций. Основная часть городов-триллионников расположена вдоль восточного побережья Китая. Больше всего городов-триллионников сконцентрировано в трёх крупнейших экономических кластерах КНР — в районе Бохайского залива, в районе дельты Янцзы и в районе дельты Жемчужной реки.
Большинство крупнейших компаний Китая базируется именно в городах-триллионниках. Там же проживает большинство китайских миллиардеров.

## История
В 2006 году первым городом Китая, ВВП которого превысил 1 трлн юаней, стал Шанхай. В 2008 году в Клуб городов-триллионников вошёл Пекин, в 2010 году — Гуанчжоу, в 2011 году — Шэньчжэнь, Тяньцзинь, Сучжоу, Чунцин и Ухань, в 2014 году — Чэнду, в 2015 году — Ханчжоу, в 2016 году — Нанкин и Циндао, в 2017 году — Уси и Чанша, в 2018 году — Нинбо и Чжэнчжоу, в 2019 году — Фошань.
В 2017 году общий объём ВВП 14 городов-триллионников составил 24,02 трлн юаней, что равнялось 29 % национального ВВП (82,71 трлн юаней). В 2018 году в десятку крупнейших городов-триллионников вошли Шанхай (3,27 трлн), Пекин (3,03 трлн), Шэньчжэнь (2,4 трлн), Гуанчжоу (2,3 трлн), Чунцин (2,04 трлн), Тяньцзинь (1,88 трлн), Сучжоу (1,85 трлн), Чэнду (1,53 трлн), Ухань (1,48 трлн) и Ханчжоу (1,35 трлн). В начале 2019 года в клубе насчитывалось 16 городов с ВВП свыше 1 трлн юаней (156,5 млрд долл.).
По итогам 2020 года в Клуб городов-триллионников вошли ещё шесть новых городов Китая — Наньтун, Цюаньчжоу, Цзинань, Фучжоу, Сиань и Хэфэй, а их общее число достигло 23. По итогам 2021 года первыми в стране городами, ВРП которых преодолел отметку в 4 трлн юаней (628,51 млрд долл. США), стали Шанхай и Пекин, а замкнул список новичок, ставший 24-м членом Клуба — Дунгуань. Кроме того, Гуандун стал первой провинцией страны, четыре города которой попали в Клуб городов-триллионников.
По итогам 2023 года в клуб вошёл Чанчжоу, который стал пятым городом в провинции Цзянсу с ВВП более 1 трлн юаней (состав клуба расширился впервые с 2021 года). ВРП Гуанчжоу по итогам 2023 года превысило 3 трлн юаней.

## Список
По состоянию на конец 2019 год в Клуб городов-триллионников входило 17 городов, по итогам 2020 года их число увеличилось до 23, по итогам 2021 года возросло до 24, по итогам 2023 года увеличилось до 25.
| Место в рейтинге | Город     | ВВП в 2019 трлн юаней | ВВП в 2020 трлн юаней | ВВП в 2021 трлн юаней |
| ---------------- | --------- | --------------------- | --------------------- | --------------------- |
| 1                | Шанхай    | 3,815                 | 3,870                 | 4,320                 |
| 2                | Пекин     | 3,537                 | 3,610                 | 4,030                 |
| 3                | Шэньчжэнь | 2,692                 | 2,767                 | 3,070                 |
| 4                | Гуанчжоу  | 2,362                 | 2,502                 | 2,823                 |
| 5                | Чунцин    | 2,360                 | 2,500                 | 2,800                 |
| 6                | Сучжоу    | 1,923                 | 2,017                 | 2,272                 |
| 7                | Чэнду     | 1,701                 | 1,771                 | 1,992                 |
| 8                | Ханчжоу   | 1,537                 | 1,610                 | 1,811                 |
| 9                | Ухань     | 1,622                 | 1,561                 | 1,772                 |
| 10               | Нанкин    | 1,403                 | 1,482                 | 1,636                 |
| 11               | Тяньцзинь | 1,410                 | 1,408                 | 1,570                 |
| 12               | Нинбо     | 1,198                 | 1,241                 | 1,459                 |
| 13               | Циндао    | 1,174                 | 1,240                 | 1,413                 |
| 14               | Уси       | 1,180                 | 1,237                 | 1,400                 |
| 15               | Чанша     | 1,157                 | 1,214                 | 1,327                 |
| 16               | Чжэнчжоу  | 1,158                 | 1,200                 | 1,269                 |
| 17               | Фошань    | 1,075                 | 1,081                 | 1,215                 |
| 18               | Цзинань   | —                     | 1,014                 | 1,143                 |
| 19               | Хэфэй     | —                     | 1,004                 | 1,141                 |
| 20               | Фучжоу    | —                     | 1,002                 | 1,132                 |
| 21               | Цюаньчжоу | —                     | 1,016                 | 1,130                 |
| 22               | Наньтун   | —                     | 1,003                 | 1,102                 |
| 23               | Дунгуань  | —                     | —                     | 1,085                 |
| 24               | Сиань     | —                     | 1,002                 | 1,068                 |
| 25               | Чанчжоу   | —                     | —                     | —                     |